# Cephalocereus tetetzo
Cephalocereus tetetzo ist eine Pflanzenart aus der Gattung Cephalocereus in der Familie der Kakteengewächse (Cactaceae). Das Artepitheton tetetzo verweist auf den spanischen Trivialnamen „Tetetzo“. Weitere spanische Trivialnamen sind „Cardón“, „Higos de Teteche“ und „Teteche“.

## Beschreibung
Cephalocereus tetetzo wächst säulenförmig mit meist verzweigenden Trieben und erreicht Wuchshöhen von bis 15 Metern. Es wird ein Stamm von bis 70 Zentimetern Durchmesser ausgebildet. Die graugrünen Triebe sind 8 bis 12 Meter lang und weisen Durchmesser von 18 bis 30 Zentimeter auf. Die 15 bis 20 stumpfen Rippen sind etwas gerundet. Der meist einzelne Mitteldorn ist schwärzlich und bis 5 Zentimeter lang. Die 8 bis 13 schwärzlichen Randdornen besitzen eine Länge von 1 bis 2 Zentimeter.
Die glocken- bis trichterförmigen Blüten erscheinen in der Nähe der Triebspitzen. Sie sind weißlich und 5 bis 6 Zentimeter lang. Ihr Perikarpell und die Blütenröhre sind mit Höckern, Schuppen, Wolle und Borsten besetzt. Die eiförmigen grünen Früchte sind bis 4 Zentimeter lang und tragen Dornen.

## Verbreitung, Systematik und Gefährdung
Cephalocereus tetetzo ist in den mexikanischen Bundesstaaten Puebla und Oaxaca verbreitet.
Die Erstbeschreibung als Cereus tetetzo (in der Schreibweise „Cereus tetazo“) erfolgte 1896 durch John Merle Coulter. Léon Diguet stellte die Art 1928 in die Gattung Cephalocereus. Weitere nomenklatorische Synonyme sind Pilocereus tetetzo (F.A.C.Weber ex J.M.Coult.) F.A.C.Weber ex K.Schum. (1897), Cephalocereus tetetzo (F.A.C.Weber ex K.Schum.) Vaupel (1909), Pachycereus tetetzo (F.A.C.Weber ex K.Schum.) Ochot. (1922), Neobuxbaumia tetetzo  (F.A.C.Weber ex J.M.Coult.) Backeb. (1938) und Carnegiea tetetzo (F.A.C.Weber ex J.M.Coult.) P.V.Heath (1992).
In der Roten Liste gefährdeter Arten der IUCN wird die Art als „Least Concern (LC)“, d. h. als nicht gefährdet geführt.

## Nachweise

## Weiterführende Literatur
- S. Bernal-Salazar, T. Terrazas: Wood anatomical variation of Neobuxbaumia tetetzo: A columnar Cactaceae. In: Journal of Arid Environments. Band 63, Nummer 4, 2005, S. 671–685 (doi:10.1016/j.jaridenv.2005.04.006).
- Alfonso Valiente-Banuet, Fernando Vite, J. Alejandro Zavala-Hurtado: Interaction between the cactus Neobuxbaumia tetetzo and the nurse shrub Mimosa luisana. In: Journal of Vegetation Science. Band 2, Nummer 1, 1991, S. 11–14 (doi:10.2307/3235892).